# 尤尼弗西蒂加登斯 (紐約州)
尤尼弗西蒂加登斯（英語：University Gardens）是位於美國紐約州拿騷縣的普查規定居民點。

## 人口
根據2020年美國人口普查的數據，尤尼弗西蒂加登斯的面積為1.38平方千米，皆為陸地。當地共有人口4358人，而人口密度為每平方千米3,157.97人。